# Chinese mythologie

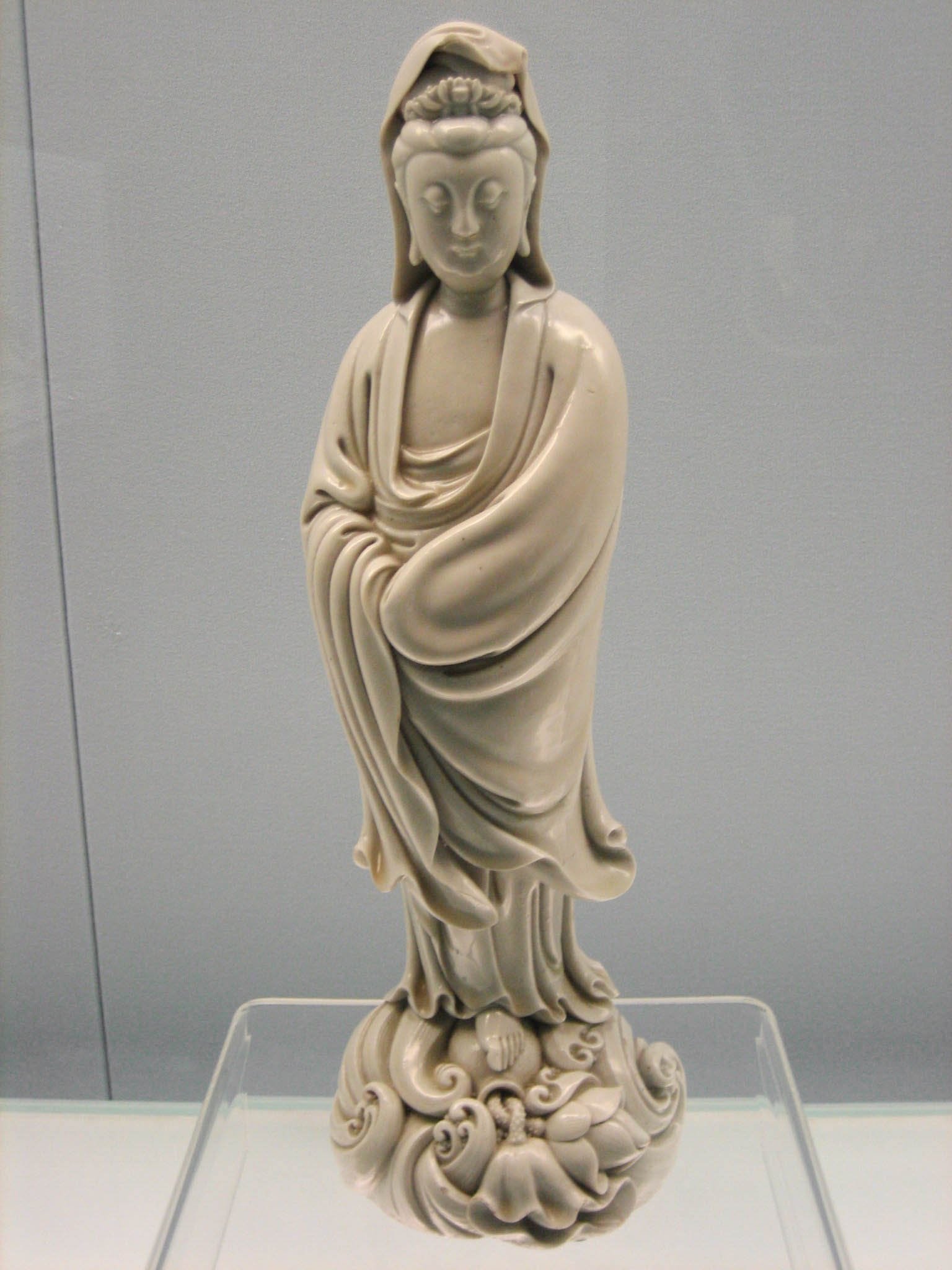
Guanyin

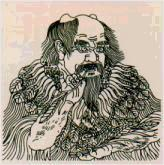
Shennong

De Chinese mythologie begon tijdens de Wei- en Jin-dynastie. De schrijvers van die tijd gebruikten taoïstische en boeddhistische invloeden om verhalen over helden, goden en spoken te schrijven. In het midden van de Tang-dynastie begon het vertellen van Chinese sprookjes op te bloeien. De verhalen waren goed geschreven en gestructureerd, en hadden een diepgang die latere schrijvers zelden haalden. De Song-dynastie laat veel overeenkomsten zien met de Tang-dynastie, maar haalde nooit dezelfde hoogte van kwaliteit.

## Chinese goden en godinnen
- Caishen
- Chenghuang
- Di Jun
- Guan Di
- Guanyin
- Jun-raven
- Matsu
- Nü Wa
- Pangu
- Panjinlian
- Tudi
- Xihe
- Xi Wangmu
- Yen-Lo
- Yi en Chang'e
- Yuhuang
- Zaojun
- Zhurong

## Historische figuren
- Baxian
- Guan Di

## Dieren
- Si Ling
- Long-Wang
- Lei-gong
- Tian-Mu
- Sun Wukong
- Chinese feniks
- Chinese draak